# Cooper Andrews

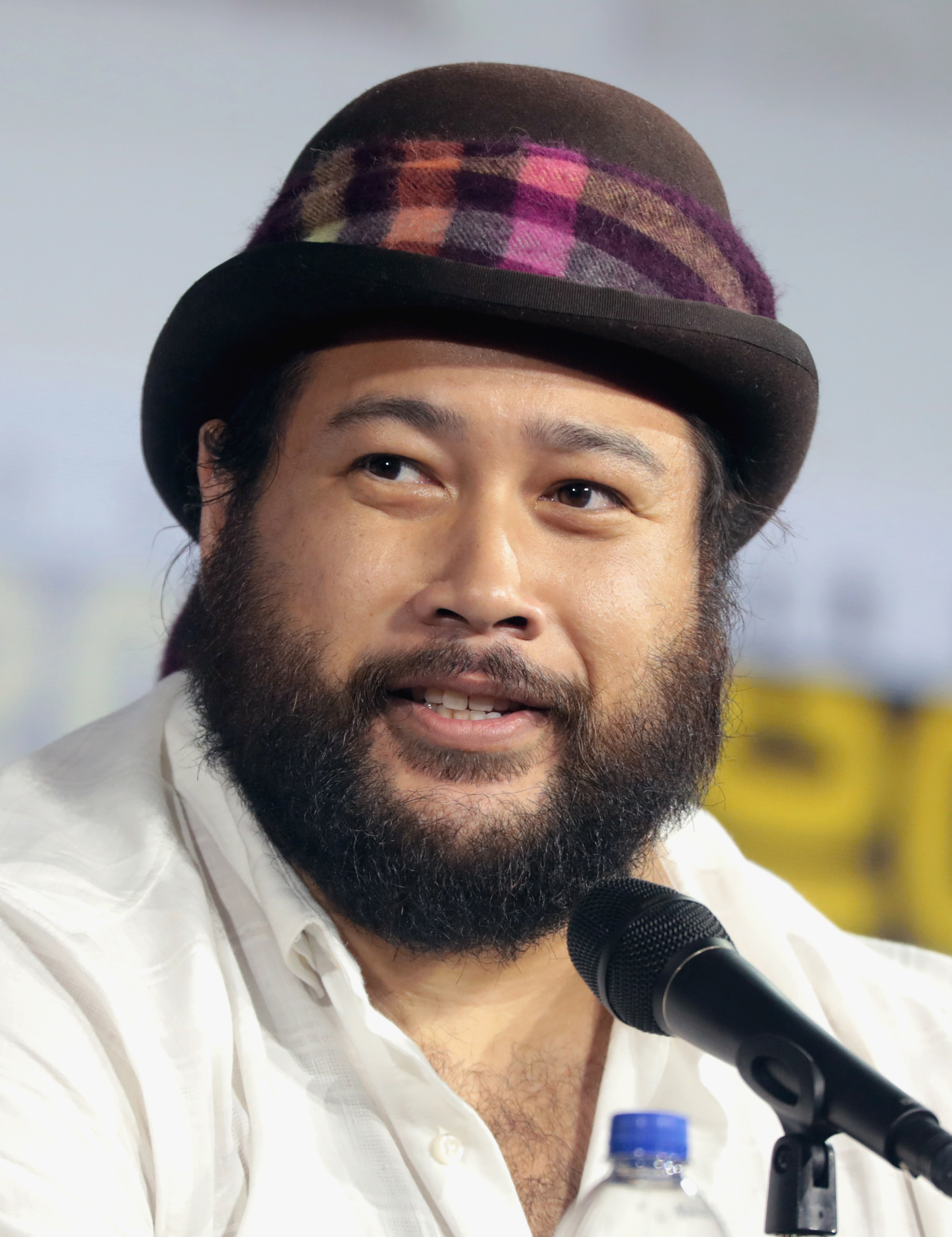
Cooper Andrews auf der San Diego Comic-Con im Juli 2019

Andrew Lawrence Cooper (* 10. März 1985 in Smithtown, Long Island, New York) ist ein US-amerikanischer Schauspieler, der gelegentlich auch als Stuntkoordinator und Tontechniker arbeitet. Bekanntheit erlangte er vor allem durch die Rolle des Jerry aus der Fernsehserie The Walking Dead.

## Leben und Karriere
Cooper Andrews wurde als Sohn eines Samoaners und einer Mutter ungarisch-jüdischer Abstammung geboren. Seine beim Friedenscorps arbeitende Mutter zog ihn allein auf. Aufgrund ihrer Wurzeln wurde er jüdischen Glaubens erzogen. Bereits in seiner Jugend betrieb er Kampfsportarten wie Tai Chi und Kung Fu. Noch während seiner Schulzeit entwickelte er ein Interesse fürs Schauspielen und begann seine Karriere in Independentfilmen als Schauspieler und auch als Tontechniker. Seine erste Rolle übernahm er 2006 im Film Death of Seasons.
Nach weiteren Auftritten in Independentfilmen folgten Gastauftritte in Serien wie The Red Road, Limitless, Hawaii Five-0 oder S.W.A.T. Von 2014 bis 2016 spielte er in der Serie Halt and Catch Fire als Yo-Yo Engberk eine feste Nebenrolle. Seit 2016 ist er in der Fernsehserie The Walking Dead in der Rolle des Jerry zu sehen, womit er einem größeren Publikum bekannt wurde. Seit der 10. Staffel gehört er zur Hauptbesetzung.
2016 spielte er eine kleine Rolle im Film Die irre Heldentour des Billy Lynn von Regisseur Ang Lee. 2018 folgte eine Rolle in Criminal Squad. 2019 spielte er im DC-Film Shazam! die Rolle des Pflegevaters Victor Vasquez.

## Filmografie (Auswahl)
- 2006: Death of Seasons
- 2008: Golgotha
- 2009: The Legend of Zelda: The Hero of Time
- 2009: Mandie and the Secret Tunnel
- 2014–2016: Halt and Catch Fire (Fernsehserie, 17 Episoden)
- 2015: The Red Road (Fernsehserie, 2 Episoden)
- 2015: Your Pretty Face Is Going to Hell (Fernsehserie, Episode 2x05)
- 2015: Limitless (Fernsehserie, Episode 1x10)
- 2016: Hawaii Five-0 (Fernsehserie, Episode 6x18)
- 2016: Die irre Heldentour des Billy Lynn (Billy Lynn’s Long Halftime Walk)
- 2016–2022: The Walking Dead (Fernsehserie, 49 Episoden)
- 2017: S.W.A.T. (Fernsehserie, Episode 1x04)
- 2017: Thin Ice (Fernsehfilm)
- 2018: Criminal Squad (Den of Thieves)
- 2018: MAMBA
- 2019: Darlin’
- 2019: Shazam!
- 2019: Navy CIS: L.A. (Fernsehserie, Episode 11x02)
- 2023: Shazam! Fury of the Gods